# Camellia jingyunshanica
Camellia jingyunshanica là một loài thực vật có hoa trong họ Theaceae. Loài này được Hung T. Chang & J.H. Xiong mô tả khoa học đầu tiên năm 1990.